# Saccharum robustum
Saccharum robustum, la caña robusta, es una especie de planta que se encuentra en Nueva Guinea.
Alcanza entre 5 a 10 metros de alto, teniendo hojas simples alternas. Sus hojas son lineares, enteras y tienen nervadura paralela. Prefieren una situación soleada en un suelo moderadamente húmedo. El sustrato debe ser franco arenoso. Puede tolerar temperaturas de hasta -7 °C.
Elmer Walker Brandes y Jacob Jeswiet inicialmente describieron la Saccharum robustus, pero fue Carl Otto Grassl quien publicó una descripción válida en 1946.

## Ecología
Eumetopina flavipes, el saltamontes isleño de la caña de azúcar, una especie de saltamontes presente en todo el sudeste asiático que es un vector del patógeno de la caña de azúcar.
El barrenador rosado de la caña de azúcar (Sesamia grisescens), una polilla de la familia Noctuidae que se encuentra en Papúa Nueva Guinea, Seram, las Molucas y Nueva Bretaña, también se alimenta de S. robustum.
Scirpophaga excerptalis, el barrenador blanco o el barrenador de la caña de azúcar, una polilla de la familia Crambidae, también se alimenta de S. robustum.